# Schloss Wilhelmsburg (Schmalkalden)

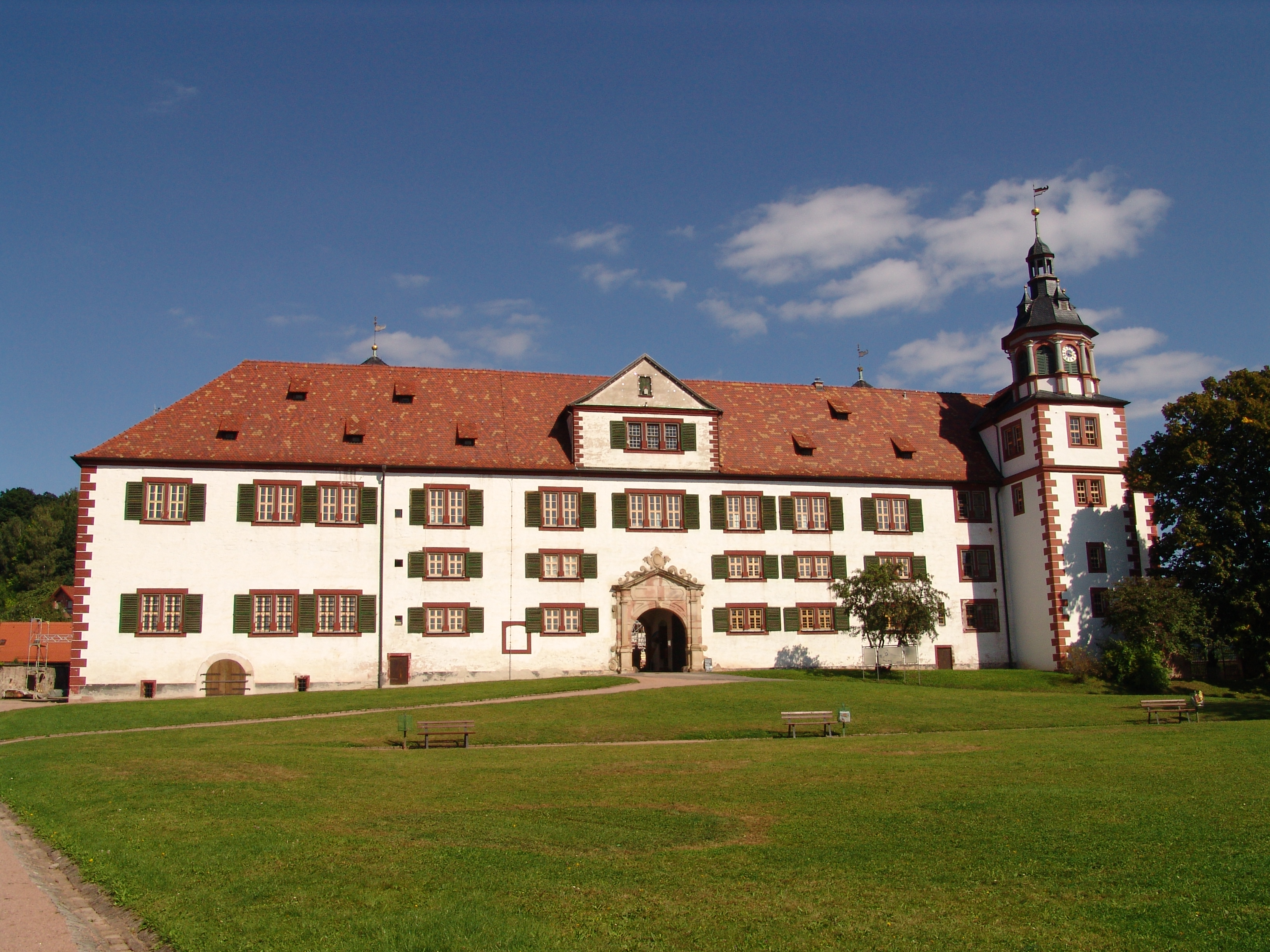
Schloss Wilhelmsburg, Westfassade

Das Schloss Wilhelmsburg in der Stadt Schmalkalden war eine Nebenresidenz der Landgrafen von Hessen. Es ist eine der bedeutendsten Renaissanceanlagen in Mitteldeutschland, die bis heute kaum bauliche Veränderungen erfahren hat und nahezu im Originalzustand erhalten ist.

## Geschichte
Im Jahr 1583 wurden die Landgrafen von Hessen alleinige Besitzer der bis dahin gemeinsam mit den Grafen von Henneberg beherrschten Herrschaft Schmalkalden. Wilhelm IV. von Hessen erhob die Stadt Schmalkalden umgehend zu einer seiner Nebenresidenzen. Er ließ die aus dem 12. Jahrhundert stammende Burg Waltaff abreißen und an deren Stelle 1584 den Bau des nach ihm benannten Schlosses beginnen. Am 23. Mai 1590 wurde die Schlosskirche eingeweiht und damit das Schloss in Nutzung genommen, wenngleich die Innenausstattung noch nicht vollständig abgeschlossen war. Die mobile Ausstattung ließ der Landgraf aus Kassel herbeischaffen. Wilhelms Sohn Moritz hielt sich sehr oft und lange in Schmalkalden auf; unter seiner Bauherrschaft wurde die Schlossanlage mit Wirtschaftsgebäuden und dem Terrassengarten bis 1618 endgültig fertiggestellt. Unter Moritz’ Nachfolgern nur noch zeitweise genutzt, wurde das Schloss Anfang des 19. Jahrhunderts schließlich ganz aufgegeben. Im Jahr 1873 übernahm es der Verein für Hennebergische Geschichte und Landeskunde und nutzte das Gebäude museal. Seit 1994 gehört Schloss Wilhelmsburg zur Stiftung Thüringer Schlösser und Gärten.

## Anlage

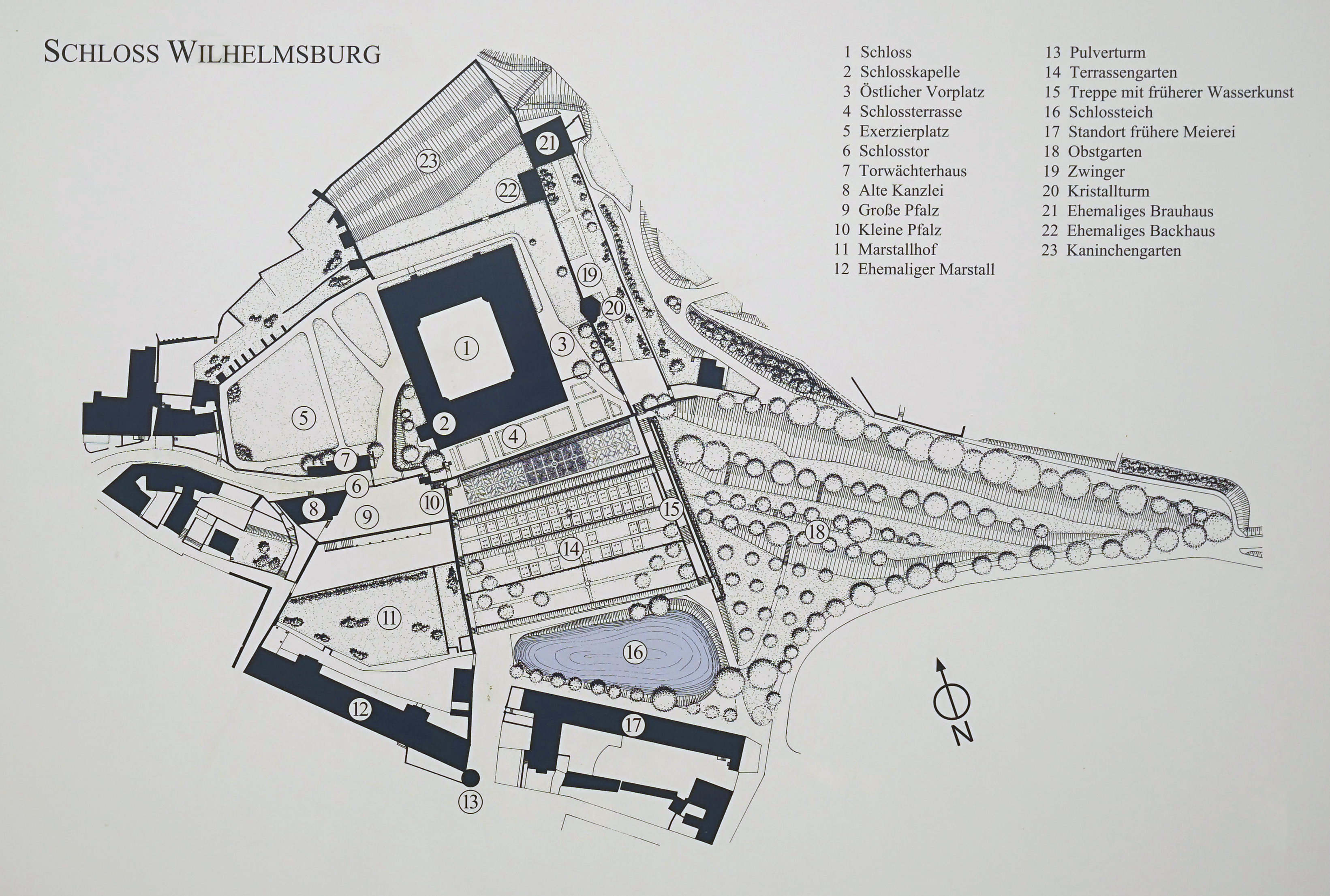
Lageplan, Schloss Wilhelmsburg

Das über der Stadt gelegene Schloss ist eine Vierflügelanlage mit nahezu quadratischem Grundriss. Der Neubau orientierte sich an den architektonischen Prinzipien seiner Zeit: Vierflügelanlage mit Innenhof, Etagenschichtung, Appartementkonzept, eckständige Wendelsteine im Hof. Einerseits fußt dieses Schloss auf dem in der Renaissance beliebten Kastelltyp, andererseits erlebt man hier die Abkehr von der Gestaltung mit Ecktürmen, vermutlich zur Kostenbegrenzung, und die Schaffung eines neuartigen und wegweisenden Gliederungsprinzips im Inneren, denn hier erfolgte weiterhin die Abkehr von hofseitigen Galerien oder Laubengängen zur Erschließung der Räume. Vielmehr gelangt man von den Treppentürmen in die Vorzimmer der Gemächer (Ecken) und der Säle (Mitte der Flügel). Die Eckgemächer verbinden quasi zwei Saaleinheiten, und die Vorzimmer waren zugleich Vorzimmer der Appartements und Durchgangszimmer zu den Sälen. Dadurch konnten die Galeriegänge, die sonstige Renaissanceschlösser hofseitig prägen, entfallen. Und es gibt ein noch innovativeres Konzept: Bei den landgräflichen Gemächern im ersten Obergeschoss wird bereits die Arrangierung der Räume als Enfilade vorbereitet, ein Gestaltungsprinzip, das im Barock bestimmend wird. Mehrfach wurde das Konzept des Schlosses während der Ausführung verändert, z. B. war anfangs noch nicht entschieden, dass es eine Vierflügelanlage werden würde, doch das setzte sich dann doch durch, und erst sollten die vier polygonalen Treppentürme in zwei unterschiedlich große Paare differenziert werden, auch da setzte sich der Plan von vier gleichgestalteten Türmen letztlich durch. Und auch die landgräfliche Enfilade war eine fliegende Änderung im Fertigstellungsjahr.

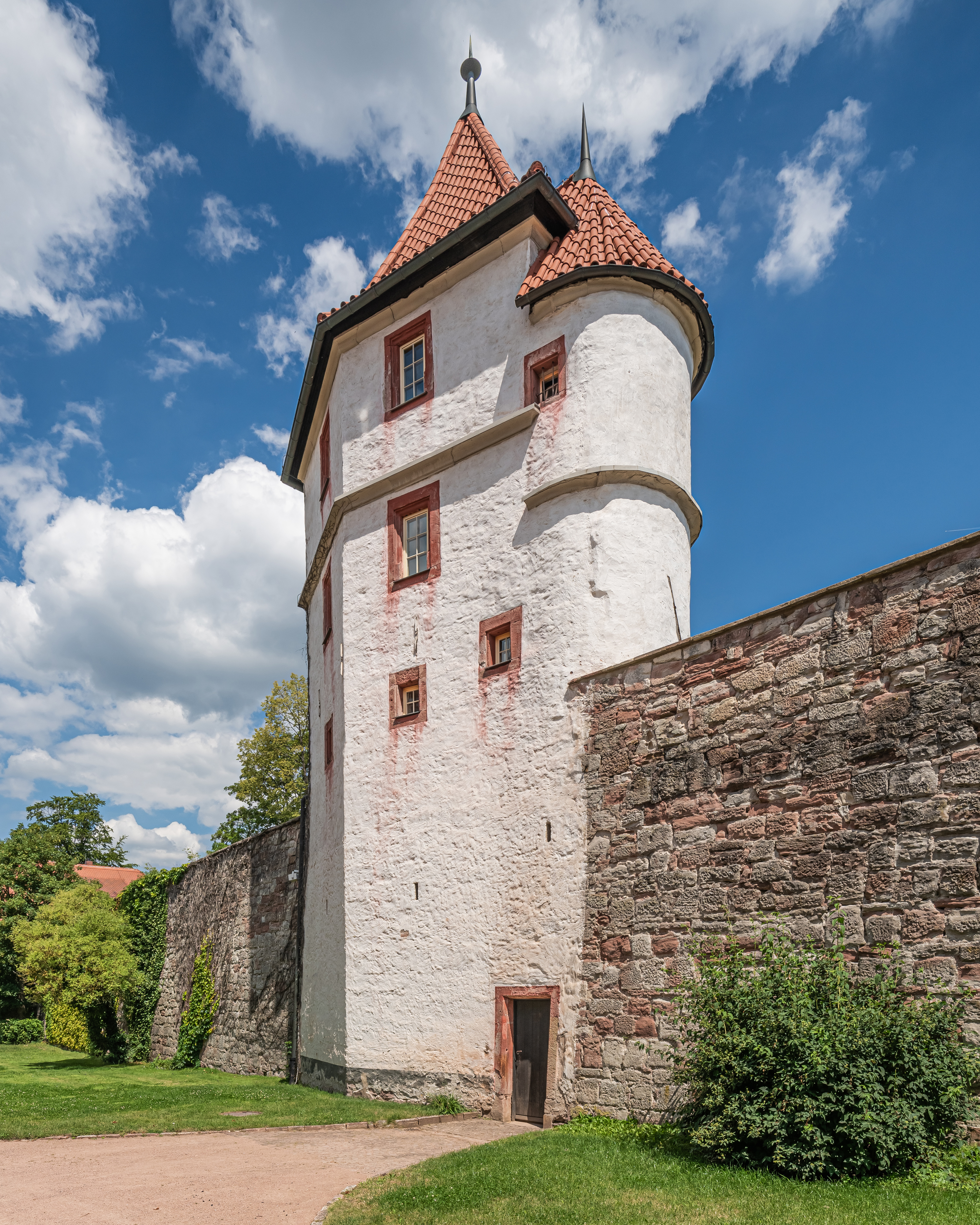
Gefängnisturm

Zu den umfassenden Außenanlagen gehören Exerzierplatz, Torwächterhaus, Lustgarten, Küchengarten, Gefängnisturm (Kristallturm), Marstall sowie Back- und Brauhaus. Die Raumanordnung entspricht der eines repräsentativen Residenzschlosses. Die Säle wurden mit Roll- und Beschlagwerk ausgestattet, ebenso sind sie mit dekorativen Malereien verziert. Die Fassungen der Innenräume wurde von den hessischen Hofmalern Caspar van der Borcht, Georg Cornet und Jost vom Hoff ausgeführt. 

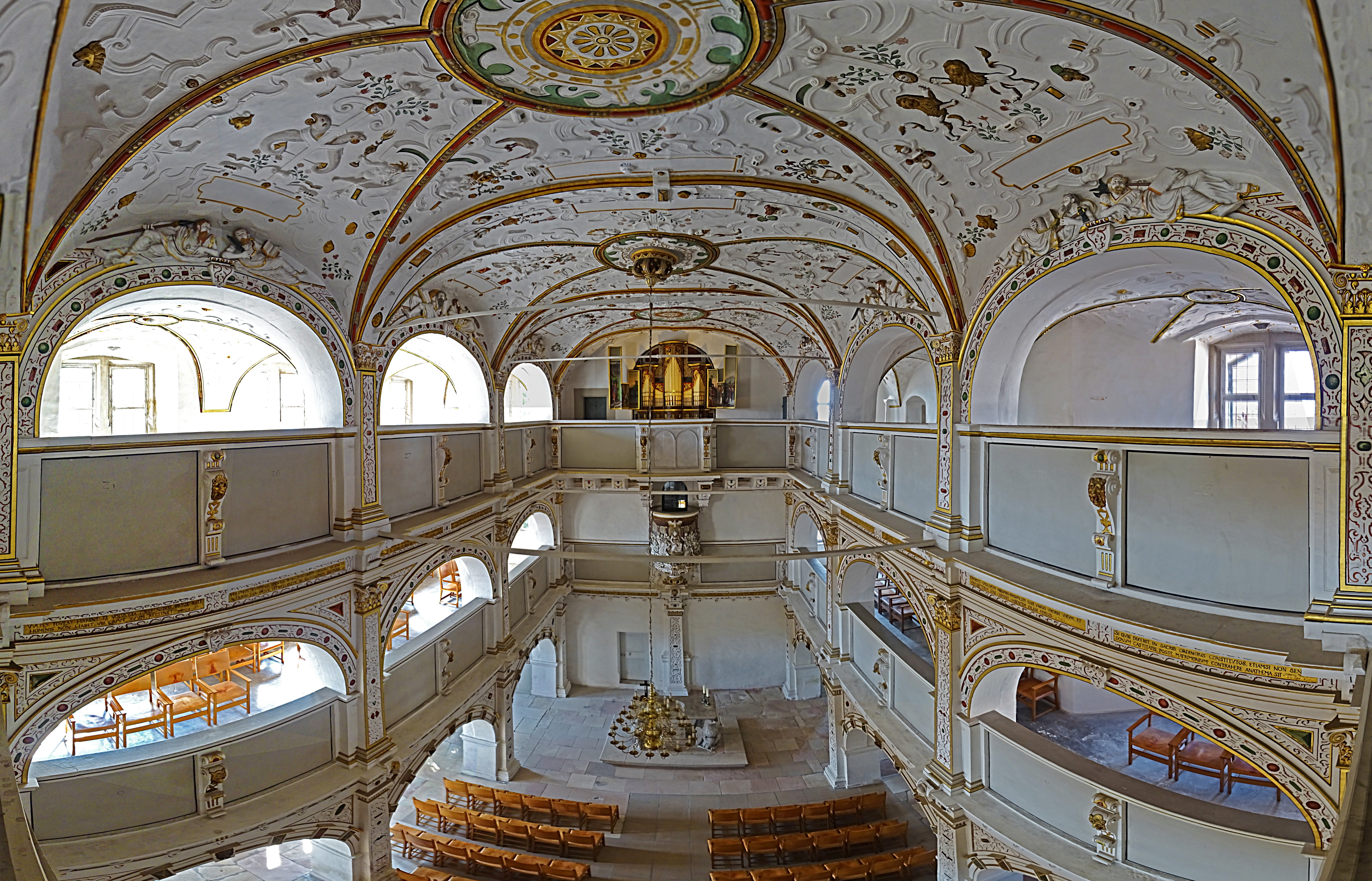
Schlosskirche

Die prächtige Schlosskirche, ausgestattet von dem Baumeister Wilhelm Vernuken, gehört zu den schönsten und ältesten protestantischen Schlosskirchen Deutschlands. Die Verbindung von Altar mit Taufbecken, Kanzel und Orgel in einer vertikalen Achse ist hier erstmals realisiert und wirkte vorbildhaft für die Konzeption protestantischer Kirchen.

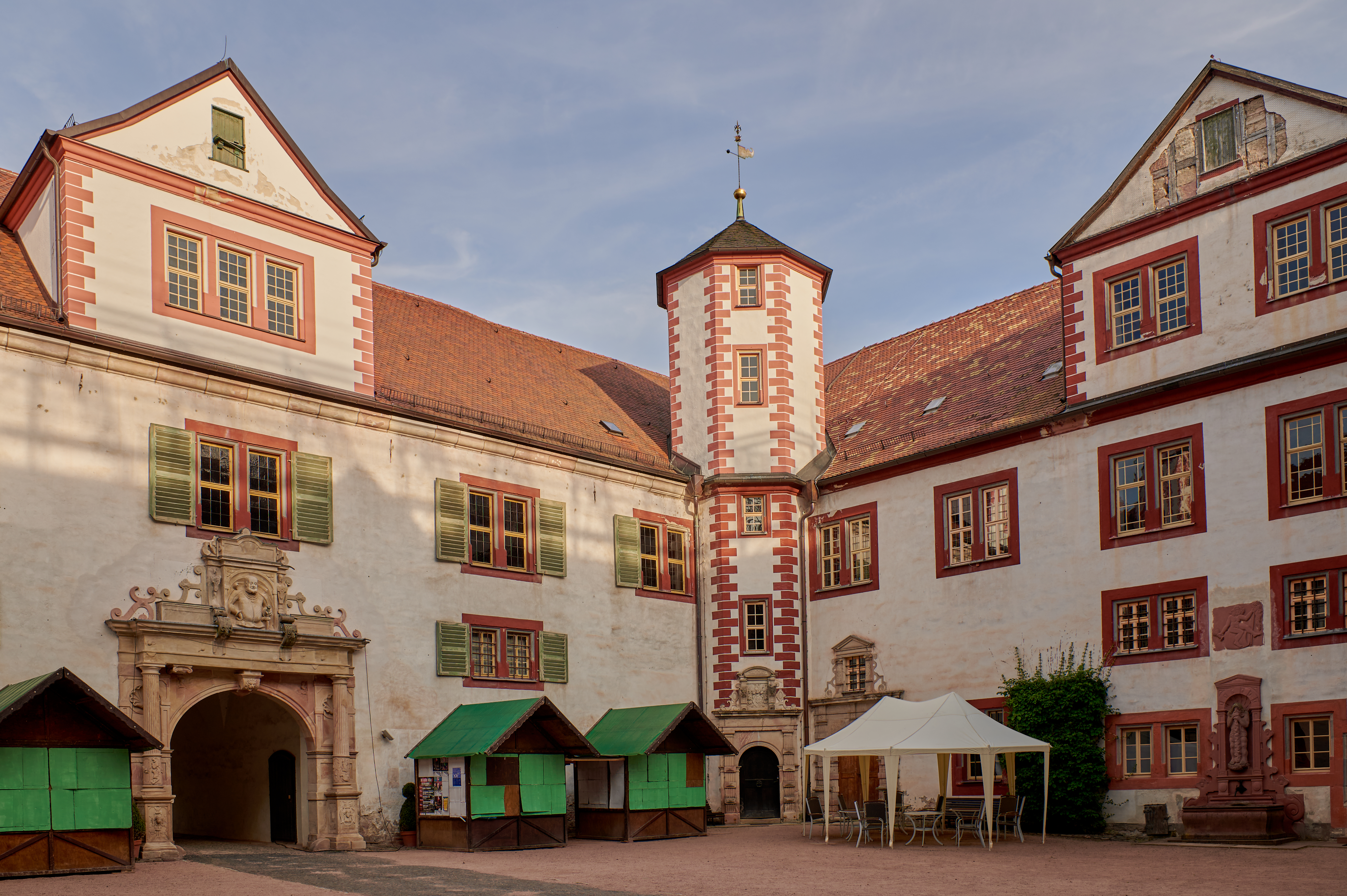
Innenhof, Blick nach Nordosten

Ursprünglich war die Dachlandschaft lebendiger mit zwei zusätzlichen Giebeln an jeder Ecke außer an der Stelle des Schlossturmes; das Schloss hatte also mindestens zum Hof hin vier volutengeschmückte Zwerchgiebel und nach außen mindestens elf Zwerchgiebel. Zwischen den großen Giebeln gab es vermutlich noch mehrere kleinere, über deren genaue Lage wir nichts mehr sagen können. Aber ein historischer Kostenvoranschlag unterscheidet 10 große, 2 mittlere und 3 kleine Giebel. Die Gesamtzahl ist zwar gleich, doch die Unterscheidung in drei Größen lässt eine lebhaftere Dachlandschaft vermuten. Durch diese Wohnflächenerweiterung konnte man auf der Dachebene noch Familienangehörige und Hofstaat unterbringen. Die besten Bereiche waren die in den Ecken mit den zwei nach außen gerichteten Giebeln, im Nordwesten das Landgraf-Ludwig-Gemach, im Südwesten das Eckgemach über der Kapelle, im Südosten das Eckgemach nach der Stille und im Nordosten das Eckgemach nach dem Berg und Brunnen, so nach einem Grundriss von 1790 bezeichnet. In der Mitte mit je einem Giebel nach außen und zum Hof lagen im Westen die Kanzlei über dem fürstlichen Gemach, im Norden das Mittelgemach über dem Esssaal, im Osten das Mittelgemach über dem Tanzsaal und im Süden das Mittelgemach neben der Kapelle. Alle vier Eckgemächer waren über die Treppentürme zugänglich. Die niedrigen Zonen zwischen den Giebeln waren durch Durchgänge und unterprivilegierte Kammern ausgefüllt. Als um 1820 das Dach umgebaut wurde, entfernte man alle Zwerchgiebel an den Schlossecken. Dabei wurde auch das ganze ursprüngliche Dachgeschoß abgerissen, so dass heute dort nichts mehr das ursprüngliche Layout widerspiegelt. Nur das Weiße Zimmer, über dem Weißen Saal gelegen, hat sich erhalten, samt der Stuckausstattung. Es ist das einzige der einst acht repräsentativ gestalteten Gemächer auf dieser Ebene.

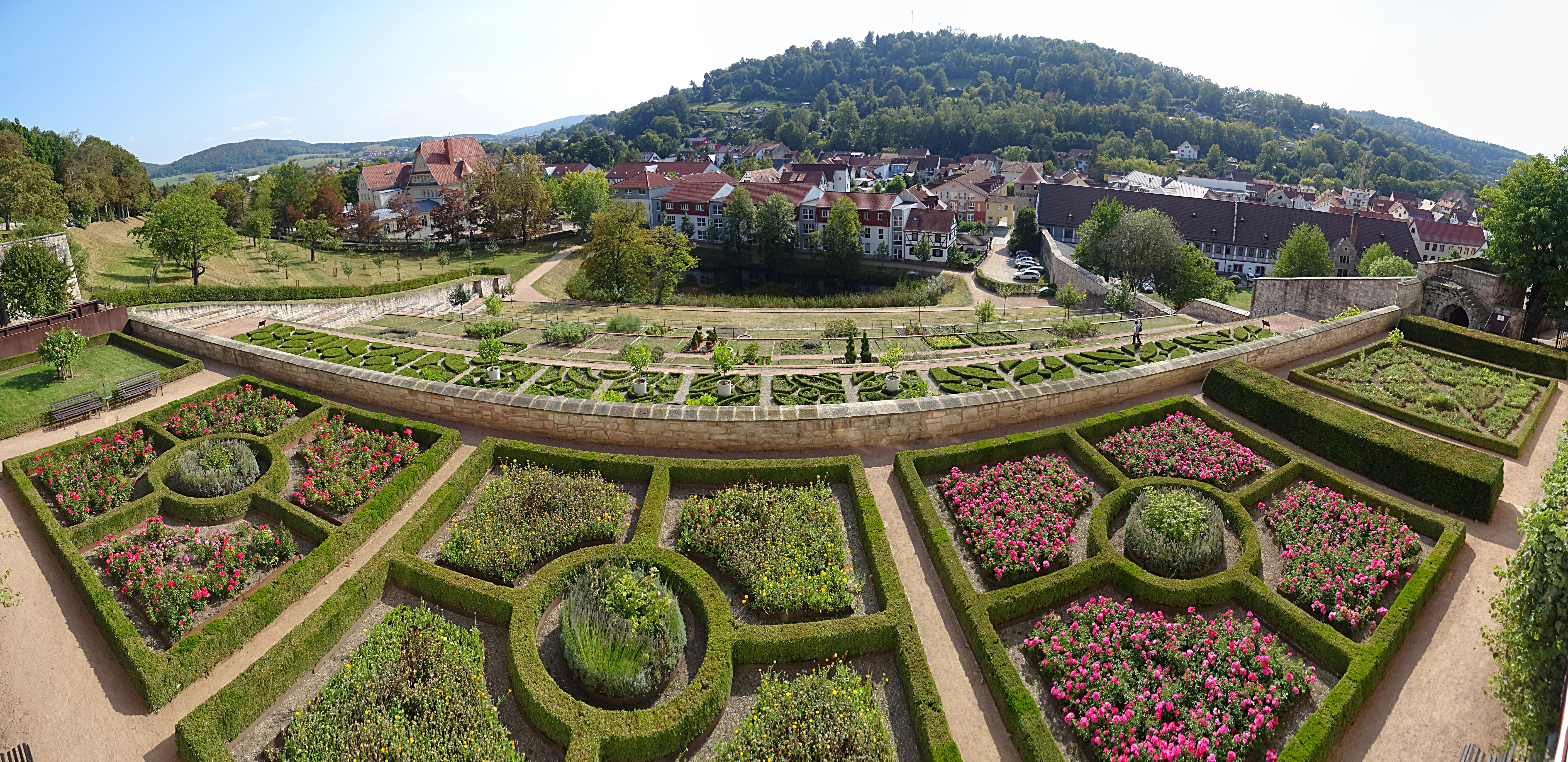
Terrassengarten

Zu Beginn des 17. Jahrhunderts entstand am Südhang des Schlossbergs ein Terrassengarten. Die von Sandsteinmauern gestützten, leicht nach Süden geneigten Terrassenflächen dienten mit ihrer Kombination aus Zier- und Nutzpflanzen sowie Obstbäumen als Lustgarten, aber auch zur Versorgung der Hofgesellschaft. Die Mittelachse war durch eine skulpturengezierte Kette von Brunnen betont. Im späteren 17. Jahrhundert wurde die Wasserkunst an die Ostseite verlegt und flankierte dort die neu entstandene Treppenanlage. Ab dem 18. Jahrhundert verfiel die Terrassenanlage, und die Treppe wurde mehrfach überformt. Bis 2011 wurde die Treppenanlage saniert, bis 2015 folgte die Wiederherstellung der Terrassenanlage in ihren Grundstrukturen. Als Vorlage für die ornamentale Bepflanzung der oberen Terrasse diente eine nachweislich dieser Fläche zuzuordnende Entwurfszeichnung von 1672. Die Beet- und Gehölzpflanzungen der Gesamtanlage orientieren sich an archivalischen Belegen. Der Obstgarten dient der Pflege historischer Sorten.

## Orgel

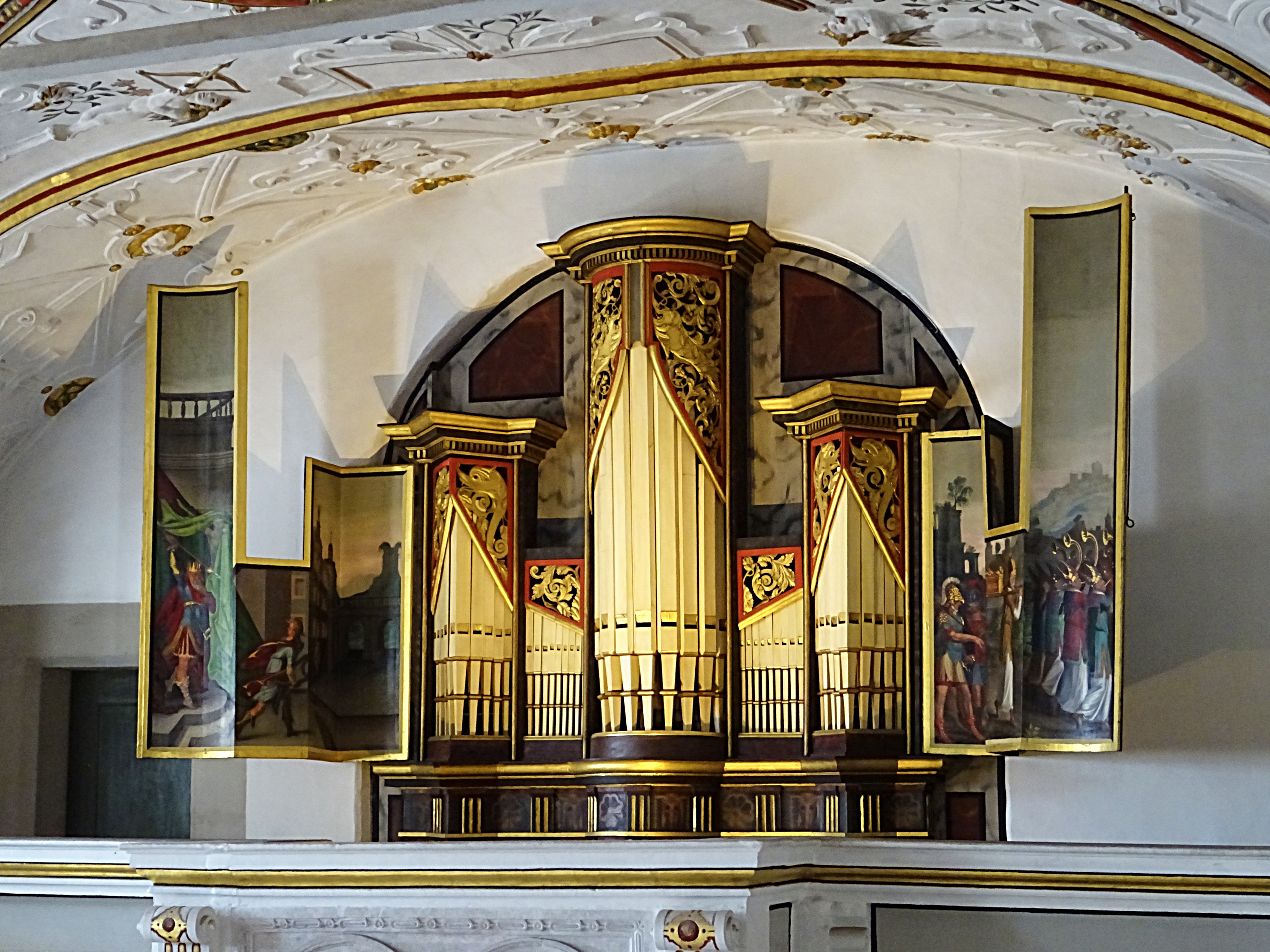
Renaissance-Orgel

Die Renaissance-Orgel in der Schlosskirche ist eines der ältesten noch bespielbaren Instrumente dieser Art in Mitteleuropa. Sie wurde vom Landgrafen Wilhelm IV. in Auftrag gegeben. Geschaffen wurde sie von Daniel Meyer aus Göttingen. Ihre besondere Klangfarbe erhält die Orgel durch 252 Holzpfeifen, sechs Register und den sogenannten Vogelschrey. Das Instrument wurde das erste Mal am 23. Mai 1590 gespielt, anlässlich der mit der Einweihung des Schlosses verbundenen Weihe der Schlosskirche.
| I Manual |             |      |
| 1.       | Gedackt     | 8′   |
| 2.       | Principal   | 4′   |
| 3.       | Superoctav  | 2′   |
| 4.       | Cymbeln     | 1⁄6′ |
| 5.       | Regal       | 8′   |
| 6.       | Regal       | 4′   |
|          | Tremulant   |      |
|          | Vogelschrey |      |

## Museum

### Dauerausstellungen
Die Dauerausstellungen des Museums thematisieren schwerpunktmäßig die Epoche der Renaissance. Es werden u. a. die Bau- und die Nutzungsgeschichte des Schlosses Wilhelmsburg, die höfische Kultur und Gesellschaft am Ende des 16. und zu Beginn des 17. Jahrhunderts sowie die Reformation und der Schmalkaldische Bund behandelt.
Im Keller des Schlosses ist eine Kopie des Iwein-Zyklus, einer bedeutenden Wandmalerei von um 1205, die sich im Original im zurzeit nicht öffentlich zugänglichen Hessenhof in der Altstadt von Schmalkalden befindet.

### Sonderausstellungen
- Luther und die Hexen (6. Dezember 2011 – 3. März 2013)
- Leben und Sterben im Dreißigjährigen Krieg (15. Dezember 2013 – 30. Juni 2015)
- Fatale Lust – Philipp von Hessen und seine Doppelehe (13. Dezember 2015 – 8. Januar 2017)